# Мухаммад ибн аль-Хасан аль-Махди
Абу́-ль-Ка́сим Муха́ммад ибн аль-Хаса́н аль-Махди́ (араб. محمد بن الحسن المهدي‎; 29 июля 869, Самарра, совр. Ирак — неизвестно) — двенадцатый имам шиитов-двунадесятников. Отождествляется ими с махди — мессией, который должен появиться перед концом света.

## Титулатура
Абу-ль-Касим Мухаммад ибн аль-Хасан аль-Аскари, являясь в доктрине шиитов-имамитов главной эсхатологической фигурой, обладает множеством почётных титулов, главным из которых является аль-Махди, то есть «праведный». Другими его титулами являются аль-Каим (см. далее), аль-Мунтазар («долгожданный»), Сахиб аз-Заман («правитель века»), аль-Гаиб («сокрытый»), аль-Худжа («доказательство Бога»), Сахиб аль-Амр («повелитель дел»), Сахиб аль-Хакк («повелитель правды») и Бадиятуллах («оставшийся от Бога»). Второй из них, аль-Каим, обычно оценивается как подразумевающий его ключевую роль в будущем «восстании против тирании», хотя известный хадис шестого шиитского имама Джафара ас-Садика связывает этот титул с «возвышением» его носителя после смерти. Согласно Маджлиси, одному из наиболее авторитетных шиитских учёных-мыслителей, этот хадис не рассматривается как достоверный. Он отмечает и то, что такая трактовка противоречит самой доктрине двунадесятников о том, что Земля не может находится без имама ни секунды поскольку он является «аль-Худжа», то есть «доказательством Бога». Однако Маджлиси не исключает, что смерть и «возвышение» в этом хадисе могут быть образным выражением, которое отсылает к потерянной памяти Мухаммада после его долгого затворничества и сокрытия. Этот титул, как и титул Сахиб аль-Амр, имеют больше политический, нежели эсхатологический окрас. При этом титул «аль-Худжа» как раз подчёркивает эсхатологическую функцию его носителя. Этим титулом обладал не только Абу-ль-Касим, но и все шиитские имамы, которых двунадесятники рассматривают как «высшее доказательство божественного», то есть в первую очередь как человека, который делает доступными внутренние и непонятные многим смыслы Корана легко доступными. Впрочем, у Абу-ль-Касима этот титул носит самый ярко выраженный характер.

## Биография
Родился в 869 году в Самарре, в семье 11-го имама шиитов-двунадесятников Хасана аль-Аскари. Пропал в 941 году (по версии имамитов — «скрылся»).

## В шиитской догматике
Шиитское учение об имаме аль-Махди было разработано Мухаммадом ибн Ибрахимом ан-Ну'мани (середина X века). Шииты-иснаашариты («двунадесятники») считают Мухаммада ибн аль-Хасана двенадцатым непогрешимым имамом и ожидаемым «сокрывшимся» имамом аль-Махди. Они верят, что он жил под покровительством своего отца — аль-Хасана аль-Аскари и был скрыт от взоров других людей. После смерти своего отца, с 874 по 941 год, Мухаммад общался с шиитами только посредством своих особых представителей. Это период в шиизме называется «малым сокрытием» имама (аль-гайба ас-сагира). После 941 года начался период «великого сокрытия» (аль-гайба аль-кабира), продолжающийся до настоящего времени.
Согласно шиитской догматике имам аль-Махди прибудет на землю по приказу Аллаха и объявится в Мекке, где к нему присоединятся его сторонники, а праведники одновременно с этим восстанут из могил. Все они пойдут воевать с Даджжалем («Антихристом») и установят на земле Царство справедливости. После второго пришествия пророка Исы (Иисуса Христа), он будет молиться за имамом аль-Махди. Этот факт не поднимал теологической проблемы, подобной той, которая была в суннизме, поскольку аль-Махди, как и все другие имамы, согласно распространённому учению иснаашаритов, превосходят в религиозном ранге всех пророков, кроме пророка Мухаммада. Аль-Махди также заставит всех мусульман принять шиизм.
Суннитское большинство мусульман отвергает большую часть аспектов шиитской веры, касающихся имама аль-Махди.

## Примечание
1. ↑  Amir-Moezzi, 1998, pp. 575—581; Momen, 1985, p. 165.
2. ↑  Sachedina, 1981, pp. 60—61.
3. ↑  Sachedina, 1981, pp. 59 & 69.
4. ↑  Sachedina, 1981, p. 68.
5. ↑  Sachedina, 1981, p. 67.
6. 1 2  Madelung, W., 1986.
7. 1 2  Али-заде, 2007.

### Первичные источники
- al-Gand̲j̲ī, al-Bayān fī ak̲h̲bār ṣāḥib al-zamān, ed. Muḥammad Hādī al-Amīnī, Nad̲j̲af 1970
- Ḳundūzī, Yanābīʿ al-mawadda, Nad̲j̲af 1384/1965, esp. 536-97.
- al-Irbilī, Kas̲h̲f al-g̲h̲umma, Ḳumm 1381/1961, iii, 227—343.
- Nad̲j̲m al-Dīn D̲j̲aʿfar b. Muḥammad al-ʿAskarī, al-Mahdī al-mawʿūd al-muntaẓar ʿinda ʿulamāʾ ahl al-sunna wa ’l-Imāmiyya, Beirut 1977.